# Vùng đệm Liên Hợp Quốc ở Síp
Vùng đệm của Liên Hợp Quốc ở Síp (tiếng Anh: United Nations Buffer Zone in Cyprus) là khu phi quân sự, được tuần tra và kiểm soát bởi Lực lượng gìn giữ hòa bình Liên Hợp Quốc tại Síp (UNFICYP), tổ chức này thành lập vào năm 1964 và được mở rộng vào năm 1974 sau lệnh ngừng bắn ngày 16 tháng 8 năm 1974, trong cuộc xâm lược của Thổ Nhĩ Kỳ vào Síp, và sự phân chia đảo Síp thành khu vực do Cộng hòa Síp kiểm soát (không bao gồm các Khu căn cứ có chủ quyền của Anh) và Cộng hòa Bắc Síp thân Thổ Nhĩ Kỳ và không được quốc tế công nhận. Khu vực phi quân sự này, còn được gọi là Đường Xanh (tiếng Hy Lạp: Πράσινη Γραμμή, Prasini Grammi; tiếng Thổ Nhĩ Kỳ: Yeşil Hat), trải dài 180 km (112 dặm) từ Paralimni ở phía Đông đến Kato Pyrgos ở phía Tây, nơi có một khu vực riêng biệt bao quanh Kokkina .
Đường phân chia này còn được gọi là Đường Attila, được đặt tên theo sự can thiệp quân sự của Thổ Nhĩ Kỳ năm 1974, có tên mã là Chiến dịch Attila. Quân đội Thổ Nhĩ Kỳ đã xây dựng hàng rào ở phía Bắc khu vực, chủ yếu bao gồm hàng rào dây thép gai, các đoạn tường bê tông, tháp canh, mương chống tăng và bãi mìn. Khu vực này cắt qua trung tâm Nicosia, chia thành phố thành các phần phía nam và phía bắc. Khu phi quân sự có tổng diện tích là 346 km2 (134 dặm vuông), có chiều rộng thay đổi từ dưới 20 mét (66 ft) đến hơn 7 km (4,3 mi). Sau khi Bức tường Berlin sụp đổ năm 1989, Nicosia vẫn là thủ đô bị chia cắt cuối cùng ở châu Âu. Khoảng 10.000 người sống ở một số làng và làm việc tại các trang trại nằm trong khu vực; Làng Pyla nổi tiếng là một trong số ít những ngôi làng còn lại ở Síp nơi người Síp gốc Hy Lạp và Thổ Nhĩ Kỳ vẫn sống cạnh nhau. Các làng khác là Deneia, Athienou và Troulloi. Một số khu vực không bị ảnh hưởng bởi sự can thiệp của con người và vẫn là nơi trú ẩn an toàn cho hệ thực vật và động vật.
Cộng hòa Síp được quốc tế công nhận là nhà nước hợp pháp duy nhất có chủ quyền trên toàn bộ hòn đảo. Sau khi gia nhập EU, Vùng đệm Liên Hợp Quốc ở Síp được luật EU xếp vào một trong 32 Lãnh thổ đặc biệt của các thành viên Khu vực Kinh tế châu Âu, cùng với 9 lãnh thổ khác được xếp vào nhóm "Trường hợp đặc biệt": Melilla và Ceuta của Tây Ban Nha; Åland của Phần Lan; Quần đảo Faroe của Đan Mạch; Livigno và Campione d'Italia của Ý; Büsingen am Hochrhein và Heligoland của Đức và Cộng đồng tu viện Núi Athos của Hy Lạp.